# Jack Lemvard
Jack Lemvard (Pattaya, 14 september 1984) is een Thais autocoureur.

## Carrière
Lemvard begon zijn autosportcarrière in 1998 in het karting. Hij bleef hier tot 2006 actief en won twee titels in 1998 en 2006. In 2006 maakte hij de overstap naar de Thai Toyota Vios Cup en werd direct kampioen in deze klasse. In 2007 kwam hij uit in de Thai Honda Pro Cup en won het kampioenschap vijf jaar op een rij tussen 2007 en 2011. Ook reed hij in het Benelux Formule Ford-kampioenschap en de Aziatische Formule BMW in 2007. In 2008 stapte hij over naar de Asian Touring Car Series en won zeven races, waarmee hij kampioen werd. Ook reed hij in de ADAC Procar Series en de Thailand Super Series en behaalde meerdere overwinningen in beide kampioenschappen, waarmee hij respectievelijk als vierde en derde in de eindstand eindigde. In 2009 ging hij door in de Thailand Super Series en won het kampioenschap driemaal tussen 2009 en 2011. In 2012 maakte hij de overstap naar de Thai Lotus Cup en won de titel. In 2014 keerde hij terug naar de Thailand Super Series na een jaar pauze. Hij bleef hier rijden tot 2015, het jaar waarin hij derde werd in de GTM-klasse. Ook won hij dat jaar de titel in de Thai Honda Jazz Super Cup.
In 2016 maakte Lemvard de overstap naar het nieuwe TCR Thailand Touring Car Championship, waarin hij voor het team Vattana Motorsport drie podiumplaatsen behaalde in de eerste vier races. Ook reed hij voor Vattana in zijn thuisrace op het Chang International Circuit in de TCR Asia Series en werd in zijn eerste race in het kampioenschap direct tweede. Daarnaast reed hij dat seizoen in het raceweekend op Chang in de TCR International Series voor Vattana in een Seat León Cup Racer. Hij finishte de eerste race niet, maar in de tweede race eindigde hij op de zeventiende plaats.